# Hell's Ditch
Hell's Ditch è il quinto album di studio del gruppo celtic rock irlandese The Pogues, pubblicato nel 1990 da Island Records.
L'album è stato prodotto da Joe Strummer dei The Clash, che in seguito rimpiazzò temporaneamente Shane MacGowan quando la band partì per un tour.

## Tracce
1. Sunny Side of the Street (MacGowan/Finer) - 2:44
2. Sayonara (MacGowan) - 3:07
3. The Ghost of a Smile (MacGowan) - 2:58
4. Hell's Ditch (MacGowan/Finer) - 3:03
5. Lorca's Novena (MacGowan) - 4:40
6. Summer in Siam (MacGowan) - 4:06
7. Rain Street (MacGowan) - 4:00
8. Rainbow Man (Woods) - 2:46
9. The Wake of the Medusa (Finer) - 3:04
10. The House of Gods (MacGowan) - 3:46
11. 5 Green Queens & Jean (MacGowan/Finer) - 2:35
12. Maidrin Rua (tradizionale) - 1:47
13. Six to Go (Woods) - 2:58

### Bonus track (ristampa2005)[2]
1. Whiskey In The Jar (tradizionale) - 2:41
2. The Bastard Landlord (Finer) - 3:09
3. Infinity (MacGowan) - 2:48
4. The Curse Of Love (Finer) - 2:43
5. Squid Out Of Water (MacGowan) - 3:47
6. Jack's Heroes (Woods/Stacy) - 3:06
7. A Rainy Night In Soho (1991 Version) (MacGowan) - 4:48

## Crediti[3]
- Shane MacGowan - voce
- Jem Finer - banjo, mandola, sassofono, chitarra elettrica, chitarra acustica, steel guitar, sassofono, shaker, hurdygurdy
- Spider Stacy - tin whistle, voce secondaria, armonica a bocca
- James Fearnley - pianoforte, chitarra acustica, violino, sitar, kalimba, chitarra spagnola, chitarra elettrica
- Terry Woods - mandolino, chitarra acustica, chitarra elettrica, cittern, voce secondaria, concertina, auto harp
- Philip Chevron - chitarra acustica, chitarra elettrica, accordion, voce d'accompagnamento
- Darryl Hunt - basso, conga, campane
- Andrew Ranken - batteria, tamburello basco, design
- S. Sheenan - arpa
- The Pogues - arrangiamenti, percussioni
- Joe Cashman - organizzatore
- Joe Strummer - produttore
- Josh Cheuse - artwork, cover art
- Paul Cobbold - ingegneria del suono
- Paul Scully - ingegneria del suono
- Paul Verner - ingegneria del suono

### Classifiche album[4]
| Classifica    | Posizione |
| ------------- | --------- |
| Billboard 200 | 187       |

### Classifiche singoli[5]
| Singolo                   | Classifica         | Posizione |
| ------------------------- | ------------------ | --------- |
| Sunny Side of the Streets | Modern Rock Tracks | 23        |